# Левчук Владислав Олександрович
Владисла́в Олекса́ндрович Левчу́к (7 січня 1999, с. Поворськ, Ковельський район, Волинська область — 11 грудня 2022, Бахмутський район, Донецька область) — український військовик, льотчик-штурман 12-ї окремої бригади армійської авіації імені генерал-хорунжого Віктора Павленка. Капітан (звання присвоєно посмертно).
Учасник відбиття повномасштабного вторгнення Росії в Україну.

## Біографічні відомості
У 2016 році закінчив Волинський обласний ліцей з посиленою військово-фізичною підготовкою імені Героїв Небесної Сотні. У 2022 році — Харківський національний університет Повітряних сил імені Івана Кожедуба.
Служив у 12-й окремій бригаді армійської авіації зі Львівщини, яка брала участь у героїчних евакуаційних рейсах на територію окупованого Маріуполя.
11 грудня 2022 під час бойового вильоту в Бахмутському районі Донецької області загинув разом із двома іншими членами екіпажу українського гелікоптера.

## Пам'ять
У червні 2023 року рішенням сесії Поворської сільської ради одну з вулиць перейменовано на честь загиблого військовика.

## Нагороди
Указом Президента України від 28 квітня 2023 року за особисту мужність, виявлену у захисті державного суверенітету та територіальної цілісності України, самовіддане виконання військового обов'язку удостоєний ордена Богдана Хмельницького ІІІ ступеня, посмертно.